# لاندر سیناوه
لاندر سیناوه (انگلیسی: Lander Seynaeve؛ زادهٔ ۲۹ مهٔ ۱۹۹۲) دوچرخه‌سوار اهل بلژیک است.
از باشگاه‌هایی که در آن بازی کرده‌است می‌توان به وانتی–گروپ گوبر، و وانتی–گروپ گوبر، و وانتی–گروپ گوبر، اشاره کرد.